# Atletismo nos Jogos Pan-Americanos de 1995
O atletismo nos Jogos Pan-Americanos de 1995 foi realizado em Mar del Plata, Argentina.

## Medalhistas
Masculino
| Evento                              | Ouro                                                           | Ouro     | Prata                                                                   | Prata    | Bronze                                                                          | Bronze   |
| ----------------------------------- | -------------------------------------------------------------- | -------- | ----------------------------------------------------------------------- | -------- | ------------------------------------------------------------------------------- | -------- |
| 100 metros detalhes                 | Glenroy Gilbert CAN Canadá                                     | 10.21    | Joel Isasi CUB Cuba                                                     | 10.23    | André Domingos BRA Brasil                                                       | 10.23    |
| 200 metros detalhes                 | Iván García CUB Cuba                                           | 20.29    | Andrew Tynes BAH Bahamas                                                | 20.33    | Sebastián Keitel CHI Chile                                                      | 20.55    |
| 400 metros detalhes                 | Norberto Téllez CUB Cuba                                       | 45.38    | Omar Meña CUB Cuba                                                      | 45.64    | Eswort Coombs VIN São Vicente e Granadinas                                      | 45.68    |
| 800 metros detalhes                 | Zequinha Barbosa BRA Brasil                                    | 1:46.02  | Alain Miranda CUB Cuba                                                  | 1:46.88  | Bill Sumner USA Estados Unidos                                                  | 1:47.58  |
| 1500 metros detalhes                | Joaquim Cruz BRA Brasil                                        | 3:40.26  | Terrance Herrington USA Estados Unidos                                  | 3:40.97  | Jason Pyrah USA Estados Unidos                                                  | 3:42.34  |
| 5000 metros detalhes                | Armando Quintanilla MEX México                                 | 13:30.35 | Wander Moura BRA Brasil                                                 | 13:45.53 | Silvio Guerra ECU Equador                                                       | 13:52.29 |
| 10000 metros detalhes               | Armando Quintanilla MEX México                                 | 28:57.41 | Valdenor dos Santos BRA Brasil                                          | 29:04.79 | Ronaldo da Costa BRA Brasil                                                     | 29:07.68 |
| 4x100 metros detalhes               | Joel Isasi Jorge Aguilera Joel Lamela Iván García CUB Cuba     | 38.67    | Robert Reading Wendell Gaskin Ron Clark Dino Napier USA Estados Unidos  | 39.12    | Jaime Barragán Carlos Villaseñor Salvador Miranda Alejandro Cárdenas MEX México | 39.77    |
| 4x400 metros detalhes               | Jorge Crusellas Norberto Téllez Omar Meña Iván García CUB Cuba | 3:01.53  | Orville Taylor Dennis Blake Roxbert Martin Michael McDonald JAM Jamaica | 3:02.11  | Robert Guy Neil de Silva Hayden Stephens Ian Morris TRI Trinidad e Tobago       | 3:02.24  |
| 110 metros com barreiras detalhes   | Roger Kingdom USA Estados Unidos                               | 13.39    | Emilio Valle CUB Cuba                                                   | 13.40    | Courtney Hawkins USA Estados Unidos                                             | 13.54    |
| 400 metros com barreiras detalhes   | Eronilde Araújo BRA Brasil                                     | 49.29    | Everson Teixeira BRA Brasil                                             | 50.24    | Llimy Rivas COL Colômbia                                                        | 50.37    |
| 3000 metros com obstáculos detalhes | Wander Moura BRA Brasil                                        | 8:14.41  | Brian Diemer USA Estados Unidos                                         | 8:30.58  | Dan Reese USA Estados Unidos                                                    | 8:31.58  |
| 20km marcha atlética detalhes       | Jefferson Pérez ECU Equador                                    | 1:22:53  | Daniel García MEX México                                                | 1:22:57  | Julio René Martínez GUA Guatemala                                               | 1:23:50  |
| 50km marcha atlética detalhes       | Carlos Mercenario MEX México                                   | 3:47:31  | Miguel Rodríguez MEX México                                             | 3:48:48  | Julio César Urías GUA Guatemala                                                 | 3:49:45  |
| Maratona detalhes                   | Benjamín Paredes MEX México                                    | 2:14:44  | Mark Coogan USA Estados Unidos                                          | 2:15:21  | Luiz da Silva BRA Brasil                                                        | 2:15:46  |
| Salto em distância detalhes         | Iván Pedroso CUB Cuba                                          | 8,50m    | Jaime Jefferson CUB Cuba                                                | 8,23m    | Elmer Williams PUR Porto Rico                                                   | 8,00m    |
| Salto triplo detalhes               | Yoelbi Quesada CUB Cuba                                        | 17,67m   | Jérôme Romain DMA Dominica                                              | 17,24m   | Yoel García CUB Cuba                                                            | 17,21m   |
| Salto em altura detalhes            | Javier Sotomayor CUB Cuba                                      | 2,40m    | Steve Smith USA Estados Unidos                                          | 2,29m    | Gilmar Mayo COL Colômbia                                                        | 2,26m    |
| Salto com vara detalhes             | Pat Manson USA Estados Unidos                                  | 5,75m    | Bill Deering USA Estados Unidos                                         | 5,60m    | Alberto Manzano CUB Cuba                                                        | 5,40m    |
| Arremesso de peso detalhes          | C.J.Hunter USA Estados Unidos                                  | 20,52m   | Jorge Montenegro CUB Cuba                                               | 18,94m   | Gert Weil CHI Chile                                                             | 18,71m   |
| Lançamento de disco detalhes        | Roberto Moya CUB Cuba                                          | 63,58m   | Alexis Elizalde CUB Cuba                                                | 62,00m   | Randy Heisler USA Estados Unidos                                                | 60,12m   |
| Lançamento de dardo detalhes        | Emeterio González CUB Cuba                                     | 79,28m   | Edgar Baumann PAR Paraguai                                              | 78,70m   | Todd Riech USA Estados Unidos                                                   | 77,82m   |
| Lançamento de martelo detalhes      | Lance Deal USA Estados Unidos                                  | 75,64m   | Alberto Sánchez CUB Cuba                                                | 73,94m   | Andrés Charadia ARG Argentina                                                   | 71,78m   |
| Decatlo detalhes                    | Kip Janvrin USA Estados Unidos                                 | 8049 pts | Eugenio Balanqué CUB Cuba                                               | 7948 pts | Alejandro Cárdenas MEX México                                                   | 7387 pts |

Feminino
| Evento                            | Ouro                                                                            | Ouro     | Prata                                                                            | Prata    | Bronze                                                               | Bronze   |
| --------------------------------- | ------------------------------------------------------------------------------- | -------- | -------------------------------------------------------------------------------- | -------- | -------------------------------------------------------------------- | -------- |
| 100 metros detalhes               | Chryste Gaines USA Estados Unidos                                               | 11.05    | Liliana Allen CUB Cuba                                                           | 11.16    | Heather Samuel ANT Antígua e Barbuda                                 | 11.33    |
| 200 metros detalhes               | Liliana Allen CUB Cuba                                                          | 22.73    | Dahlia Duhaney JAM Jamaica                                                       | 23.03    | Omegia Keeys USA Estados Unidos                                      | 23.24    |
| 400 metros detalhes               | Julia Duporty CUB Cuba                                                          | 50.77    | Nancy McLeón CUB Cuba                                                            | 51.81    | Flirtisha Harris USA Estados Unidos                                  | 52.51    |
| 800 metros detalhes               | Meredith Rainey USA Estados Unidos                                              | 1:59.44  | Luciana Mendes BRA Brasil                                                        | 2:01.71  | Letitia Vriesde SUR Suriname                                         | 2:02.25  |
| 1500 metros detalhes              | Sarah Thorsett USA Estados Unidos                                               | 4:21.84  | Sarah Howell CAN Canadá                                                          | 4:22.10  | Marta Orellana ARG Argentina                                         | 4:22.44  |
| 5000 metros detalhes              | Adriana Fernández MEX México                                                    | 15:46.32 | María del Carmen Díaz MEX México                                                 | 15:46.43 | Carol Montgomery CAN Canadá                                          | 15:46.80 |
| 10000 metros detalhes             | Carmen Oliveira BRA Brasil                                                      | 33:10.19 | Carol Montgomery CAN Canadá                                                      | 33:13.58 | María del Carmen Díaz MEX México                                     | 33:14.94 |
| 4x100 metros detalhes             | Flirtisha Harris Shantel Twiggs Richelle Webb Chryste Gaines USA Estados Unidos | 43:55    | Miriam Ferrer Aliuska López Liliana Allen Milena Pérez CUB Cuba                  | 44:08    | Felipa Palacios Mirtha Brock Carmen Rodríguez Elia Mera COL Colômbia | 44:10    |
| 4x400 metros detalhes             | Idalmis Bonne Surella Morales Nancy McLeón Julia Duporty CUB Cuba               | 3:27.45  | Veronica Williams Terri Dendy Flirtisha Harris Crystal Irving USA Estados Unidos | 3:31.22  | Carmen Rodríguez Elia Mera Mirtha Brock Felipa Palacios COL Colômbia | 3:38.54  |
| 100 metros com barreiras detalhes | Aliuska López CUB Cuba                                                          | 12.68    | Donalda Duprey CAN Canadá                                                        | 13.16    | Odalys Adams CUB Cuba                                                | 13.17    |
| 400 metros com barreiras detalhes | Kim Batten USA Estados Unidos                                                   | 54.74    | Tonja Buford USA Estados Unidos                                                  | 55.05    | Lency Montelier CUB Cuba                                             | 55.74    |
| 10km marcha atlética detalhes     | Graciela Mendoza MEX México                                                     | 46:31.9  | Michelle Rohl USA Estados Unidos                                                 | 46:36.5  | Francisca Martínez MEX México                                        | 47:44.8  |
| Maratona detalhes                 | Maria Trujillo USA Estados Unidos                                               | 2:43:56  | Jennifer Martin USA Estados Unidos                                               | 2:44:10  | Emma Cabrera MEX México                                              | 2:46:36  |
| Salto em distância detalhes       | Niurka Montalvo CUB Cuba                                                        | 6,89m    | Andrea Ávila ARG Argentina                                                       | 6,52m    | Jackie Edwards BAH Bahamas                                           | 6,50m    |
| Salto triplo detalhes             | Laiza Carrillo CUB Cuba                                                         | 14,09m   | Niurka Montalvo CUB Cuba                                                         | 13,90m   | Andrea Ávila ARG Argentina                                           | 13,84m   |
| Salto em altura detalhes          | Ioamnet Quintero CUB Cuba                                                       | 1,94m    | Silvia Costa CUB Cuba                                                            | 1,91m    | Angela Bradburn USA Estados Unidos                                   | 1,91m    |
| Arremesso de peso detalhes        | Connie Price-Smith USA Estados Unidos                                           | 19,17m   | Ramona Pagel USA Estados Unidos                                                  | 18,50m   | Yumileidi Cumbá CUB Cuba                                             | 18,47m   |
| Lançamento de disco detalhes      | Maritza Martén CUB Cuba                                                         | 61,22m   | Bárbara Hechevarría CUB Cuba                                                     | 60,20m   | Kris Kuehl USA Estados Unidos                                        | 56,92m   |
| Lançamento de dardo detalhes      | Xiomara Rivero CUB Cuba                                                         | 63,92m   | Laverne Eve BAH Bahamas                                                          | 61,26m   | Valerie Tulloch CAN Canadá                                           | 60,58m   |
| Heptatlo detalhes                 | Jamie McNeair USA Estados Unidos                                                | 6266 pts | Magalys García CUB Cuba                                                          | 6055 pts | DeDee Nathan USA Estados Unidos                                      | 5879 pts |

## Quadro de medalhas do atletismo
| Ordem | País                         | Medalha de ouro | Medalha de prata | Medalha de bronze |     |
| ----- | ---------------------------- | --------------- | ---------------- | ----------------- | --- |
| 1     | CUB Cuba                     | 18              | 16               | 5                 | 39  |
| 2     | USA Estados Unidos           | 13              | 11               | 11                | 35  |
| 3     | MEX México                   | 6               | 3                | 3                 | 14  |
| 4     | BRA Brasil                   | 5               | 4                | 3                 | 12  |
| 5     | CAN Canadá                   | 1               | 3                | 2                 | 6   |
| 6     | ECU Equador                  | 1               |                  | 1                 | 2   |
| 7     | BAH Bahamas                  |                 | 2                | 1                 | 3   |
| 8     | JAM Jamaica                  |                 | 2                |                   | 2   |
| 9     | ARG Argentina                |                 | 1                | 3                 | 4   |
| 10    | PAR Paraguai                 |                 | 1                |                   | 1   |
|       | DMA Dominica                 |                 | 1                |                   | 1   |
| 12    | COL Colômbia                 |                 |                  | 4                 | 4   |
| 13    | GUA Guatemala                |                 |                  | 2                 | 2   |
|       | CHI Chile                    |                 |                  | 2                 | 2   |
| 15    | ANT Antígua e Barbuda        |                 |                  | 1                 | 1   |
|       | TRI Trinidad e Tobago        |                 |                  | 1                 | 1   |
|       | PUR Porto Rico               |                 |                  | 1                 | 1   |
|       | SUR Suriname                 |                 |                  | 1                 | 1   |
|       | VIN São Vicente e Granadinas |                 |                  | 1                 | 1   |
| TOTAL | TOTAL                        | 44              | 44               | 44                | 132 |